# Ли Цюаньхуэй, Пётр
Пётр Ли Цюаньхуэй  (кит.  李全惠 伯鐸, 1837 г., Чэньтуньцунь, провинция Хэбэй, Китай — 30.06.1900, там же) — святой Римско-Католической Церкви, мученик.

## Биография
Во время Ихэтуаньского восстания 1899—1900 гг. в Китае преследовались христиане. Пётр Ли Цюаньхуэй скрывался от преследований в болотистом месте за пределами деревни, где он проживал. Когда его обнаружили повстанцы, они от него потребовали отказаться от христианства. Ли Цюаньхуэй не отрекся от веры, за что был сразу же на месте обезглавлен.

## Прославление
Пётр Ли Цюаньхуэй был беатифицирован вместе с братом Раймундем Ли Цюаньчжэнь 17 апреля 1955 года Римским Папой Пием XII и канонизирован 1 октября 2000 года Римским Папой Иоанном Павлом II вместе с группой 120 китайских мучеников.
День памяти в Католической Церкви — 9 июля.

## Источник
- George G. Christian OP, Augustine Zhao Rong and Companions, Martyrs of China, 2005, стр. 96  (англ.)